# 巴西交通

巴西道路系統地圖，紅色部分為高速公路

巴西交通的特點是按照地區的不同有很強的差異，並且缺乏一個全國性的鐵路網，由於巴西經濟快速成長，對交通的需求也日益增加。巴西政府也對交通進行投資期待解決交通問題，一些新的交通建設正在進行或者計劃。巴西現在總鐵路長度29,303公里，且在部分城市有捷運、輕軌等軌道交通系統。巴西現在有修建高速鐵路的計劃。